# Écomusée du cognac
L'Écomusée du cognac est un écomusée français situé dans la commune de Migron, commune viticole et rurale située entre Saintes et Cognac dans le centre-est du département de la Charente-Maritime

## Histoire
L'Écomusée du cognac de Migron correspond à une exploitation viticole familiale dont le logis date de 1850 et qui, depuis sa création en écomusée en 1989 , a pour objet de montrer la vie d'une ferme viticole.
Situé à deux kilomètres au nord du bourg de Migron dans un beau domaine viticole privé et à mi-chemin entre les grands pôles touristiques de Saintes et de Cognac, cet écomusée fait partie intégrante du vignoble du cognac.
Acteur de plus en plus actif de l'œnotourisme du cognac, cet écomusée est inclus dans le prestigieux circuit de découverte du cognac, notamment dans la carte géographique des « Étapes du Cognac ».

## Les thèmes de l'écomusée
L'Écomusée du cognac, qui s'étend sur 800 m², fait découvrir en cinq salles du Logis des Bessons le savoir-faire viticole de cette famille de vignerons qui y élabore du vieux cognac et du pineau des Charentes et perpétue l'histoire et le souvenir de la tradition du vigneron du XIXe siècle.
Dans ce musée vivant, un chai avec un vieil alambic et le lit du bouilleur de cru à proximité y ont été reconstitués dans un souci d'authenticité. De même, il est possible d'y voir des pressoirs, dont un pour le foulage au pied, un atelier de tonnelier, des outils de vigneron ainsi que de grands alambics en cuivre toujours en service pour l'élaboration de l'eau-de-vie de cognac.
L'originalité de cet écomusée privé est de présenter dans une des salles une collection rare d'une dizaine de cartons publicitaires du XXe siècle sur le cognac et le pineau des Charentes, en particulier ceux des années 1950 lors du début de la commercialisation du pineau charentais. La plus ancienne étiquette publicitaire conservée au musée date de 1889 et concerne le pineau. Le musée est également équipé de 10 orgues à parfums.
Des expositions sur le café et le chocolat complètent l'écomusée.